# Paramethadion
Paramethadion ist eine chemische Verbindung aus der Gruppe der Oxazolidindione.

## Gewinnung und Darstellung
Paramethadion kann aus einem Oxazolidindion durch Methylierung mit Dimethylsulfat im Basischen gewonnen werden.

## Eigenschaften
Paramethadion ist eine ölige Flüssigkeit mit fruchtigem Geruch, die wenig löslich in Wasser ist.

## Verwendung
Paramethadion wirkt als Antikonvulsivum. Die zugelassene Verwendung in der Behandlung epileptischer Anfälle (Handelsname: Paradione; Abbott) wurde in den USA 1994 aufgrund der schädlichen embryonalen Wirkungen (Trimethadion-Embryopathie) aufgegeben.

## Unerwünschte Arzneimittelwirkungen
Das Medikament kann bei Einnahme in der Schwangerschaft zu Entwicklungsverzögerungen und charakteristische faziale Auffälligkeiten wie V-förmige Augenbrauen und tief sitzende Ohren, irreguläre Zähne und hohen Gaumen bei den Kindern führen.

## Regulierung
Über den Safe Drinking Water and Toxic Enforcement Act of 1986 besteht in Kalifornien seit dem 1. Juli 1990 eine Kennzeichnungspflicht für Produkte, die Paramethadion enthalten.